# 1,039/Smoothed Out Slappy Hours
1,039/Smoothed Out Slappy Hours — збірка ранніх композицій американського гурту Green Day. Виданий 1 липня 1991 року на Lookout! Records. Загальна тривалість композицій становить 56:23. Альбом відносять до напрямку панк-рок. До альбому увійшли композиції з ранніх релізів гурту: дебютного альбому 39/Smooth та перших двох EP Slappy та 1,000 Hours.
Альбом був перевиданий у 2007 році, до якого увійшли додаткові матеріали, концертні відео та фотоматеріали. Відповідно до даних Nielsen SoundScan загальні продажі альбому у США склали 632 000 копій станом на серпень 2010 року.

## Список пісень
Автор музики і слів Біллі Джо Армстронг, крім тих пісень, де зазначено інше. 
| #     | Назва                                                                        | Тривалість |
| ----- | ---------------------------------------------------------------------------- | ---------- |
| 1.    | «At the Library»                                                             | 2:26       |
| 2.    | «Don't Leave Me»                                                             | 2:39       |
| 3.    | «I Was There» (слова та музика Джон Кіфмеєр)                                 | 3:36       |
| 4.    | «Disappearing Boy»                                                           | 2:52       |
| 5.    | «Green Day»                                                                  | 3:29       |
| 6.    | «Going to Pasalacqua»                                                        | 3:30       |
| 7.    | «16»                                                                         | 3:24       |
| 8.    | «Road to Acceptance»                                                         | 3:35       |
| 9.    | «Rest»                                                                       | 3:05       |
| 10.   | «The Judge's Daughter»                                                       | 2:34       |
| 11.   | «Paper Lanterns»                                                             | 2:25       |
| 12.   | «Why Do You Want Him?»                                                       | 2:32       |
| 13.   | «409 in Your Coffeemaker»                                                    | 2:54       |
| 14.   | «Knowledge [A]» (слова та музика Джессі Міхаельс; пісня гурту Operation Ivy) | 2:20       |
| 15.   | «1,000 Hours»                                                                | 2:26       |
| 16.   | «Dry Ice»                                                                    | 3:45       |
| 17.   | «Only of You»                                                                | 2:46       |
| 18.   | «The One I Want»                                                             | 3:01       |
| 19.   | «I Want to Be Alone»                                                         | 3:09       |
| 56:23 |                                                                              |            |

| Deluxe версія | Deluxe версія                             | Deluxe версія |
| #             | Назва                                     | Тривалість    |
| ------------- | ----------------------------------------- | ------------- |
| 20.           | «Paper Lanterns» (Live from WMMR)         | 1:36          |
| 21.           | «Words I Might Have Ate» (Live from WMMR) | 1:45          |
| 22.           | «One for the Razorbacks» (Live from WMMR) | 1:25          |
| 23.           | «Studio Banter» (Interview)               | 2:56          |

### Origin of tracks
- Треки 1–10 з 39/Smooth (1990)
- Треки 11–14 з Slappy EP (1990)
- Треки 15–18 з 1,000 Hours EP (1989)
- Трек 19 зі збірки The Big One